# Antigua en Barbuda op de Olympische Zomerspelen 1976
Antigua en Barbuda debuteerde op de Olympische Spelen tijdens de Olympische Zomerspelen 1976 in Montréal, Canada. De tweede deelname zou in 1984 volgen.

## Deelnemers en resultaten per onderdeel

### Atletiek
| Olympiër                                                      | Discipline             | Resultaat | Prestatie                                       |
| ------------------------------------------------------------- | ---------------------- | --------- | ----------------------------------------------- |
| Cuthbert Jacobs                                               | 200m (m)               | 23e       | serie 1: 2e in 21,50 kwartfinale 3: 6e in 21,33 |
| Fred Sowerby                                                  | 400m (m)               | 28e       | serie 6: 5e in 48,12 kwartfinale 4: 7e in 48,03 |
| Conrad Mainwaring                                             | 110m horden (m)        | 22e       | serie 1: 8e in 15,54                            |
| Conrad Mainwaring                                             | 400m horden (m)        | 20e       | serie 3: 6e in 54,67                            |
| Calvin Greenaway Paul Richards Everton Cornelius Elroy Turner | 4x100 m (m)            | 19e       | serie 1: 7e in 41,84                            |
| Gerald Wisdom Paul Richards Elroy Turner Fred Sowerby         | 4x400 m (m)            | 14e       | serie 2: 8e in 3.09,66                          |
| Calvin Greenaway                                              | verspringen (m)        | 29e       | kwalificatie B: 13e met 6,96m                   |
| Maxwell Peters                                                | hink-stap-springen (m) | 21e       | kwalificatie B: 9e met 14,94m                   |

### Wielersport
| Olympiër         | Discipline                    | Resultaat | Prestatie                                                                              |
| ---------------- | ----------------------------- | --------- | -------------------------------------------------------------------------------------- |
| Donald Christian | 1000m tijdrit (m)             | 29e       | niet gefinisht                                                                         |
| Patrick Spencer  | sprint (m)                    | 25e       | 1e ronde: V van BEL Vaarten/ USA Barczewski herkansingen: V van NED Pieters/ YUG Fumic |
| Donald Christian | individuele achtervolging (m) | 25e       | kwalificatie: niet gefinisht                                                           |

Amerikaanse Maagdeneilanden · Andorra · Antigua en Barbuda · Argentinië · Australië · Bahama's · Barbados · België · Belize · Bermuda · Bolivia · Bondsrepubliek Duitsland · Brazilië · Bulgarije · Canada · Chili · Colombia · Costa Rica · Cuba · Denemarken · Dominicaanse Republiek · Duitse Democratische Republiek · Ecuador · Egypte · Fiji · Filipijnen · Finland · Frankrijk · Griekenland · Groot-Brittannië · Guatemala · Haïti · Honduras · Hongarije · Hongkong · Ierland · IJsland · India · Indonesië · Iran · Israël · Italië · Ivoorkust · Jamaica · Japan · Joegoslavië · Kaaimaneilanden · Kameroen · Koeweit · Libanon · Liechtenstein · Luxemburg · Maleisië · Marokko · Mexico · Monaco · Mongolië · Nederland · Nederlandse Antillen · Nepal · Nicaragua · Nieuw-Zeeland · Noord-Korea · Noorwegen · Oostenrijk · Pakistan · Panama · Papoea-Nieuw-Guinea · Paraguay · Peru · Polen · Portugal · Puerto Rico · Roemenië · San Marino · Saoedi-Arabië · Senegal · Singapore · Sovjet-Unie · Spanje · Suriname · Thailand · Trinidad en Tobago · Tsjecho-Slowakije · Tunesië · Turkije · Uruguay · Venezuela · Verenigde Staten · Zuid-Korea · Zweden · Zwitserland